# Józef Wasilewski (generał)
Józef Wasilewski herbu Drzewica (ur. 1759 w Witebsku, zm. 1831 w Warszawie) – generał brygady Armii Księstwa Warszawskiego i Wojska Polskiego Królestwa Kongresowego.

## Życiorys
W latach 1775-1781 uczył się w Szkole Rycerskiej w Warszawie. W dowód najwyższego wyróżnienia pozostał w Szkole Rycerskiej na stanowisku nauczyciela arytmetyki i geometrii. W wojnie polsko-rosyjskiej 1792 regiment-kwatermistrz w 2 regimencie pieszym koronnym. Podczas insurekcji kościuszkowskiej 1794 major w Kwatermistrzostwie Generalnym. Po upadku powstania emigrował i od 1797 służył w Legionach Polskich we Włoszech. Adiutant Jana Henryka Dąbrowskiego. Od 1799 szef batalionu, potem oficer sztabu Legii Naddunajskiej. Brał udział w kampanii przeciw Austriakom. Jako emisariusz polskich organizacji wyjechał do kraju.
W 1806 pułkownik i dowódca pułku piechoty. W Dywizji J. H. Dąbrowskiego odbył kampanie przeciwko Prusom. Przeszedł potem na stanowisko szefa administracji armii Księstwa Warszawskiego. Potem szef V Wydziału Administracji Wojskowej Ministerstwa Wojny (1811), komisarz-ordynator generalny armii. Generał z 1812. Podczas walk odwrotowych spod Moskwy nad Berezyną dostał się do niewoli rosyjskiej. Internowany w Tambowie.
Od 1815 służył w armii Królestwa Polskiego m.in. komendant twierdzy Zamość . W latach 1820–1821 komendant Korpusu Kadetów w Kaliszu. Wskutek zadrażnień z wielkim księciem Konstantym wystąpił o dymisję. Uzyskał ją na bardzo złych warunkach i żył w niedostatku w Warszawie, gdzie zmarł.
Od 1802 był członkiem korespondentem Towarzystwa Warszawskiego Przyjaciół Nauk.
Był członkiem loży wolnomularskiej Bracia Zjednoczeni w 1820.

## Ordery i odznaczenia
- Krzyż Kawalerski Orderu Virtuti Militari[6]
- Krzyż Kawalerski francuskiego Orderu Legii Honorowej[6]